# Calamagrostis decora
Calamagrostis decora är en gräsart som beskrevs av Joseph Dalton Hooker. Calamagrostis decora ingår i släktet rör, och familjen gräs. Inga underarter finns listade i Catalogue of Life.